# Campagne-lès-Guines
Campagne-lès-Guines är en kommun i departementet Pas-de-Calais i regionen Hauts-de-France i norra Frankrike. Kommunen ligger i kantonen Guînes som tillhör arrondissementet Calais. År 2022 hade Campagne-lès-Guines 414 invånare.

## Befolkningsutveckling
Antalet invånare i kommunen Campagne-lès-Guines
| Referens: INSEE |